# Tanuki-bi
Der Tanuki-bi (狸火; „Tanuki-Feuer“, „Marderhund-Feuer“) ist ein fiktives Wesen aus der japanischen Folklore und gehört zur Gruppe der Yūrei. Er ist den Chōchin-bi und Hitodama sehr ähnlich und gilt als das arglistige Werk zauberkundiger Tanuki.

## Beschreibung
Der Tanuki-bi wird als rot glühendes oder weißliches Flämmchen, gelegentlich auch als kleiner Feuerball beschrieben. Er wird von erfahrenen Tanuki beschworen und meist für Tricksereien und Streiche eingesetzt: Der Tanuki verwandelt sich in eine hübsche junge Dame oder einen freundlich dreinblickenden Mann und bietet ahnungslosen Opfern sein Feuer an, meist für eine Zigarette, Zigarre oder Tabakpfeife. Das Opfer nimmt dankend an, der Tanuki verschwindet urplötzlich und der Raucher steht ohne Feuer da – seine Kippe ist erloschen und lässt sich auch nicht mehr anzünden. Andere Tanuki tragen ihr Irrlicht wie eine kleine Laterne oder Fackel vor sich her und locken Ahnungslose in die Irre. Bevorzugt lauern sie Opfern auf, die sich im Wald, auf verlassenen Landstraßen oder in den dichten Gassen der Großstadt verirrt haben. Dies nutzt der Tanuki schamlos aus und verleitet sie dazu, seinem trügerischen Irrlicht zu folgen.

## Hintergrund
Im japanischen Volksglauben spielt der Marderhund (Nyctereutes procyonides) seit Jahrhunderten eine tragende Rolle. In seiner Yōkai-Form ist er als Tanuki-bake (狸化け; „Kobold-Marderhund“) bekannt und gefürchtet. Ihm Gegenüber steht der Fuchs-Yōkai Kitsune. Beide Wesen gelten als begnadete Gestaltwandler, Trickster und Stimmenimitatoren. Sie sind der menschlichen Sprache mächtig und können sich bei Bedarf auch unsichtbar machen. Tanuki hegen dem Menschen gegenüber eine ambivalente Haltung. Es heißt, dass sie dem Menschen nur selten trauen und sich lieber von ihm fernhalten. Erst in moderneren Erzählungen treten auch freundlich gesinnte Tanuki auf.
Irrlichter werden im japanischen Volksglauben und in der ländlichen Folklore fast immer als das Machwerk von Yōkai (Kobolde und niedere Dämonen) oder als umherstreifende Yūrei (Trauergeister) betrachtet. In den meisten Fällen wird ihr Erscheinen als schlechtes Omen verstanden, ihnen zu folgen, sei gefährlich und es bringe fast immer Unglück. Vermutlich geht der Glaube an „Tanuki-Feuer“ auf bekannte und gut erforschte Naturphänomene wie auf in Japan häufige Leuchtkäfer, zum Beispiel Luciola cruciata (源氏蛍, Genji-botaru; zu dt. „Genji-Leuchtkäfer“) und Luciola lateralis (平家蛍, Heike-botaru; zu dt. „Heike-Leuchtkäfer“), zurück. Sie alle sind schneckenfressende Käfer und deren Larven, deren rhythmisches Leuchten (Biolumineszenz) in ganz Japan berühmt ist. Sie wurden nach einflussreichen Adelsfamilien des Altertums benannt. Im Fusa-Park von Tokio wird alljährlich das sogenannte Hotarugari (蛍狩り; zu dt. „Leuchtkäferfangen“) abgehalten. Weitere Erklärungsmöglichkeiten sind Naturerscheinungen wie die Biolumineszenz der Pilzgattungen Mycena und Omphalotus, die in Japan recht häufig sind. Auch Elmsfeuer und Kugelblitze werden vorgeschlagen.
Die Beschreibung des Tanuki-bi als rot glühendes Flämmchen geht sehr wahrscheinlich auf eine harmlose und aus dem Alltag bekannte Leuchterscheinung zurück: dem roten Glühen von Tabakpfeifen, Zigarren und Zigaretten. Besonders in ländlichen Gegenden sind Tabakpfeifen bis heute gebräuchlich und in besonders dunklen (meist mondlosen oder bewölkten) Nächten ist das Glühen der Rauchwaren weithin gut sichtbar. In der Frühzeit trafen sich Bauern, aber auch zwielichtige Händler, gerne zu später Stunde an wenig frequentierten Orten und Plätzen, um ihren Geschäften nachzugehen. Im Dunkeln ist dann nur das Glühen ihres Rauchwerks zu sehen, nicht aber der oder die Raucher. So kann es den Eindruck erwecken, ein kleiner, rot glühender Feuerball schwebe durch die Luft.